# 端姑西蒂艾莎
端姑西蒂艾莎·阿都拉曼(1971年11月18日—)是马来西亚雪兰莪州苏丹后。1999年至2001年间出任马来西亚第十一任最高元首后，也是马来西亚迄今最年轻的最高元首后，就任时仅28岁。她也是马来西亚历史上第二位平民出身的最高元首后。
因丈夫苏丹沙拉胡丁·阿都阿兹沙在最高元首任内驾崩，端姑西蒂艾莎获联邦政府颁发皇家津贴。